# Фримен, Уолтер Джексон
Уолтер Джексон Фриман II (14 ноября 1895 — 31 мая 1972) — американский врач, специализировавшийся на лоботомии.

## Биография
Желая упростить лоботомию, чтобы её могли проводить психиатры в психиатрических больницах, где часто не было операционных, хирургов, анестезии и ограниченных бюджетов, Фриман изобрел процедуру трансорбитальной лоботомии. Трансорбитальный подход с использованием ледоруба, трансорбитальная лоботомия, заключался в размещении орбитокласта (инструмента, напоминающего ледоруб) под веком и против верхней части глазницы, затем с помощью молотка для введения орбитокласта через тонкий слой кости и в мозг. Метод трансорбитальной лоботомии Фримена не требовал нейрохирурга и мог выполняться вне операционной, часто необученными психиатрами без использования анестезии с использованием электросудорожной терапии, чтобы вызвать судороги и потерю сознания. В 1947 году партнер Фримена, доктор Джеймс У. Уоттс, прекратил свое сотрудничество, потому что ему противно то, что Фримен превратил лоботомию из хирургической операции в простую «офисную» процедуру. Фриман и его процедура сыграли важную роль в популяризации лоботомии; Позже он путешествовал по Соединённым Штатам, посещая психиатрические больницы. В 1951 году один из пациентов Фримена в Институте психического здоровья чероки в Айове умер, когда он внезапно остановился, чтобы сфотографироваться во время процедуры, и орбитокласт случайно слишком глубоко проник в мозг пациента. Спустя четыре десятилетия Фриман лично провел, возможно, до 4000 лоботомий пациентам возраста от 12 лет, несмотря на то, что у него не было формального хирургического образования. Целых 100 его пациентов умерли от кровоизлияния в мозг, и в 1967 году ему наконец запретили проводить операции. В конечном итоге процедура Фримена распространилась по всему миру.